# Pilomecyna griseolineata
Pilomecyna griseolineata là một loài bọ cánh cứng trong họ Cerambycidae.